# Matt Tuck
Matt Tuck (nacido Matthew James Tuck; Bridgend, Gales, 20 de enero de 1980) es un músico británico, conocido por ser el guitarrista rítmico, vocalista y líder de la banda de metalcore Bullet For My Valentine, además de guitarrista y segunda voz del grupo AxeWound. También toca la batería, el bajo, el bajo sexto, el teclado y la armónica. Antes de unirse a Bullet For My Valentine, trabajaba en Virgin Megastore.  Matt colaboró con Max Cavalera, de Cavalera Conspiracy, en la canción de Apocalyptica, "Repressed", además de en el tema de Black Tide "Ashes" y en la canción "Reborn" de Slayer.
Matt Tuck actualmente tiene su propio modelo V de B. C. Rich, previamente tenía su propio modelo con Jackson, que era una Randy Rhoads invertida en colores blanco con bordes negros, plateado con brillos y bordes negros y una totalmente en negro, que fue cancelado por razones desconocidas. Para las performances en vivo, usa una Mesa boogie, Peavey Fender.

## Vida personal
Actualmente Matt está casado con Charlotte Beedell y ambos tienen dos hijos, Evan, que nació el 25 de marzo de 2010 y Freddie nacido el 24 de septiembre de 2022

## Influencias
Matt Tuck ha citado a Metallica como su mayor influencia. Descubrió la banda a los 12 años, a través de MTV, y escuchar el riff de «Enter Sandman» lo inspiró a convertirse en guitarrista y con esta canción descubrió que lo suyo era la música. También ha mencionado Mötley Crüe, Iron Maiden, Judas Priest, Pantera y Megadeth.
También siente admiración por Bob Dylan y Bruce Springsteen.

## Discografía

### Bullet for My Valentine
- BFMV (EP) (2003)
- The Poison (2005)
- The Poison: Live at Brixton (2006)
- Rare Cuts EP (2007)
- Scream Aim Fire (2008)
- Fever (2010)
- Temper Temper (2013)
- Venom (2015)
- Live From Brixton: Bullet For My Valentine (2017)
- Gravity (2018)
- Bullet for My Valentine (2021)

### AxeWound
- Vultures

## Problemas de garganta
En noviembre del 2006, durante la gira con As I Lay Dying y Protest the hero, Matt sufrió de laringitis, que dio lugar a una serie de cancelaciones de sus conciertos. El 22 de junio de 2007, se anunció que él necesitaba una amigdalectomia, por lo que Bullet For My Valentine se vio forzado a cancelar la gira como banda soporte de Metallica. A finales del mes de octubre Matt se operó la garganta para recuperarse de sus problemas.
Su voz en The Poison y Scream Aim Fire cambió para el Fever publicado el 27 de abril de 2010. Se puede notar una gran diferencia en presentaciones en vivo de los primeros años en canciones como "Tears Don't Fall" o "4 Words (To Choke Upon)". Aunque Matt sigue haciendo algunos gritos guturales, contaba con la ayuda de Jason James (bajo y coros), y ahora del nuevo bajista Jamie Mathias que en las últimas giras ha ido ganando más protagonismo en este aspecto.
En la actualidad ya se encuentra totalmente recuperado de sus problemas de garganta y es capaz de cambiar de armonías graves a agudas con facilidad, además de realizar gran variedad de guturales y screams.

## AxeWound
En 2012 Matt Tuck formó una banda con miembros de otras bandas, Liam Cormier (líder de Cancer Bats), Mike Kingswood, Joe Copcutt y Jason Bowld. Ya tienen su primer disco terminado, Vultures, publicado en octubre de 2012.
Los temas Post Apocalyptic Party y Cold fueron subidos y algunas de las otras canciones ya han sido tocadas en distintos conciertos de AxeWound.